# 大别林蛙
大别林蛙（学名：Rana dabieshanensis）是无尾目赤蛙科蛙屬下的一个种，仅分布于中国安徽鹞落坪国家级自然保护区。